# 구드뢰드 시그트뤼그손
구드뢰드 시그트뤼그손(고대 노르드어: Guðrøðr Sigtryggsson), 게일어로는 고프라드 막 시트리크(아일랜드어: Gofraid mac Sitriuc, ? ~ 951년)는 10세기 더블린 왕국의 왕이다. 시그트뤼그 카흐의 아들이며 10세기 브리튼 제도의 노르드인 지배 지역을 호령한 이바르 왕가 시조 이바르의 증손자이다.
구드뢰드는 사촌 블라카리 구드뢰드손이 948년 콩갈라흐 막 말 미힝과의 전투에서 패해 죽자 그 뒤를 이어 즉위했다. 이 전투에서 더블린군은 1천 명 이상이 죽거나 사로잡히는 큰 피해를 입었다.
950년 구드뢰드는 콩갈라흐와 손잡고 루어드리 우어 카난난과 싸웠다가 더욱 극심한 패배를 당했다. 950년 11월 30일 구드뢰드는 "몬 브로칸(Móin Brocaín)"이라는 곳에서 루어드리를 공격했는데, 이 몬 브로칸이라는 곳은 보인 강과 리페이 강 사이의 어딘가로 추측될 뿐 정확한 위치는 알려지지 않았다. 이 전투에서 루더으리와 루어드리의 아들들 중 하나를 죽였지만, 구드뢰드의 더블린군은 패배해서 도주했다. 《울라 연대기》는 이때 더블린군 2천 명 정도가 죽었다고 한다. 이보다 신빙성이 다소 떨어지는 다른 아일랜드어 연대기들에서는 많으면 6천 명이 죽었다고 잡기도 한다. 몇면 문헌에서는 전투의 승리자를 콩갈라흐라고 적어두고 있기에 콩갈라흐가 구드뢰드를 배신한 것이라는 정황추측도 가능하다.
951년이 되자 구드뢰드의 운수가 조금 트이기 시작한다. 더블린의 노르드인들은 켈스 수도원을 비롯한 에린 중부의 교회들을 공격했다. 《울라 연대기》에 따르면 켈스 한 곳에서만 3천 명 이상의 남자들이 포로로 잡혀갔으며 셀 수도 없이 많은 우마와 금은을 빼앗겼다고 적고 있다. 포로로 끌려간 이들은 몸값을 내고 풀려나거나 그러지 못할 경우 노예로 팔려나갔다. 소들은 육류 섭취를 수입에 의존하던 더블린의 식량 문제 해결에 기여했고, 나머지 자원들은 도시 방어 강화에 이용되었다.
그러나 951년 말 더블린에 역병이 돌자 성벽도 돈도 병사도 도시를 지키지 못했다. 그 증세는 나병 또는 이질로 보이는데, 《스코틀랜드 편년사》에 따르면 구드뢰드도 이때 사망했다. 사람들은 구드뢰드의 죽음이 켈스를 약탈한 천벌이라고 수군거렸다.
952년 구드뢰드의 형제 올라프 크바란이 더블린 국왕 자리를 이어받았다.

## 참고 자료
- The Annals of Ulster, Annals of the Four Masters and the Chronicon Scotorum are available with translations at CELT: The Corpus of Electronic Texts[깨진 링크(과거 내용 찾기)] (University College Cork)
- Doherty, Charles; Harrison, B. (2004), 〈Ruaidrí ua Canannáin〉, 《Oxford Dictionary of National Biography》, doi:10.1093/ref:odnb/50131, 2007년 10월 25일에 확인함
- Downham, Clare (2007), 《Viking Kings of Britain and Ireland: The Dynasty of Ívarr to A.D. 1014》, Edinburgh: Dunedin, ISBN 978-1-903765-89-0
- Hudson, Benjamin (2005), 《Viking Pirates and Christian Princes: Dynasty, Religion, and Empire in the North Atlantic》, New York: Oxford University Press, ISBN 0-19-516237-4
- Ó Cróinín, Dáibhí (1995), 《Early Medieval Ireland 400–1200》, Longman History of Ireland, London: Longman, ISBN 0-582-01565-0
- Woolf, Alex (2007), 《From Pictland to Alba, 789–1070》, The New Edinburgh History of Scotland, Edinburgh: Edinburgh University Press, ISBN 978-0-7486-1234-5

| 블라카리 구드뢰드손 | 제13대 더블린 국왕 952년–980년 | 올라프 크바란 |